# ナイトオンライン
『ナイトオンライン』(Knight Online)は、韓国のMgame社が開発したオンラインゲームでMMORPGに分類される。通称は「KO」。基本プレイ無料（アイテム課金制）。
開発元の韓国をはじめとして日本・台湾・マレーシア・北アメリカ地域でサービスされており、日本ではゴンゾロッソオンライン（旧ワープゲートオンライン、現ロッソインデックス(解散)）が2003年10月16日から運営し管理していたが、2008年5月8日より株式会社エムゲームジャパンに移管され、名称も『ナイトオンラインクロス』(KNIGHT ONLINE　Xross)へと変更された。

## 概要
人間族と魔族の戦いを題材にしたMMORPGで2003年当時PKが否定的だった世情の中、対人戦も取り入れた国内でのPvPの草分け的ゲーム。オープン当初は対人戦『も』できるといったサブ要素的な宣伝をしていたが、題材を背景に対人戦が主体となっていった。プレイヤーは人間族か魔族のどちらかに所属してモンスターや敵対勢力を倒し、味方と連携することで所属する国家に貢献しながら対人戦を楽しむことができる。
ゲーム内のキャラクターや背景等は全て3Dで描画されている。

### 世界観
中世ヨーロッパやギリシャの世界観に近い剣と魔法のファンタジー世界である。

## ゲームシステム

### 主な行動
他の一般的なMMORPGと同じく特定の決まった最終目標というものは無い。基本的にはモンスターを倒して経験を積み、レベルアップを繰り返してキャラクターを強くしていく。PvPがもりこまれている。

## 日本での詳細
2003年10月16日、オープンベータテスト開始。
2004年5月1日、オープンベータテスト終了と共に定額課金制で正式サービス開始するも、プレイヤーの激減によりわずか半年でアイテム課金制に変更。
2008年5月7日、運営会社移管のため一旦正式サービス終了。
2008年5月8日、オープンベータテスト開始。
2008年5月15日、オープンベータテスト終了と共に正式サービス開始。
現在、基本料金無料のアイテム課金制でサービス継続中。
定期メンテナンスは毎週木曜日の午前10:00～12:00に行われる。

### サーバー
エムゲームジャパンはサーバー統合アンケートを行い、賛成多数のためサーバ統合が8月7日のメンテナンスで行われた。
統合時のサーバー数は新規サーバを加えて4つになったが、後にローンとスマイトが統合され3つとなった。
旧サーバの組み合わせ、名称については下記を参照。
スケイ(アドニス+パトス)
エナイオン(サイファー+ジグエノン)
アルテミス(ローン+スマイト)
ガイア（新規サーバー)
また、テスト用サーバが廃止され、大規模なアップデートの前に期間限定で公開されることがあるのみになる。
2019年現在はカルナックサーバーの1つのみ。

### 不正アイテム対策
サーバ統合に伴い不正アイテムの一斉取締りが行われた
これはサーバー統合の特設掲示板に「不正アイテムへの対応してほしい」との書き込みが殺到したため、運営がこの意見を反映させた形になる。
これにより不正アイテムは誤って処分されたアイテムを除き削除されたことになっているが、現実にはほとんど効果を発揮していない
なお、誤って処分されたアイテムは後日復旧された。

### ワールドチャンピオンシップ
年に1度日本、アメリカ、韓国の代表選手が総当り戦を行い、2回の戦争で獲得したポイントの合計で上位2チームを決め、世界一を決定するイベントが開催される。
国境守備戦
30～60LVのキャラクターが参加可能な対人エリア
1日に19:10と23:10と1:10の3回行われる。
ビーフロースト
一定時間になるとロナークラウンドの中央エリアの石碑を壊すと入れるエリア。
このエリアではMPK,敵種族同士のPvPなどが可能。
ビーフロースト内のモンスターからドロップされる切れ端を全て集めると、ラティノのいる部屋に行くことが可能である。

## 日本でのサービスについて
個人情報の扱いに関する問題
2006年3月に、ゲーム内イベントに関する抽選の当選通知メールをccにより当選者に送信してしまう、という初歩的なミスが発生した。運営元であるゴンゾロッソオンラインは、本件の直前にMaster of Epicのアカウント情報を流出している。また同社は3月7日に個人情報流出に対する社内対応を発表した。
課金アイテムの不具合に対する対応
2006年7月に、課金アイテムの一部の能力上昇系アイテムを使用した際、効果時間が経過していないにもかかわらずアイテムの効果が終了してしまう不具合が発生した。3か月後の10月、一部の操作を制限することで暫定的にこの不具合に対応したが、その間購入画面にて示される効果が提供されない可能性のある状態が続いた。不具合発生から4か月後ようやく運営が具体的な補償を発表した。なお、この不具合についての原因調査、修正作業を継続するとしている。
予告した新システム実装の遅滞に関する問題
2006年7月に、「夏の大規模アップデート」と称したアップデートの内容の1つとして、戦争イベント「国境守備戦」の実装を発表した。しかし、同アップデートの中で実装されることはなく、1年近くの間この件について何ら告知が無かった。翌年2007年6月に行われたアップデート、「大型アップデート」の内容の1つとして再び実装が発表されようやく実装された。
サーバの問題
ゴンゾロッソ時代、2006年から元々良好とは言えなかったサーバー状況が悪化した。もはやゲームするレベルではなくなり、一気にユーザが離れていった。これにメンテナンスにかかった時間と、「終了のお知らせ」が上書更新された回数が加わる。
不正アイテムの蔓延と旧運営の対策
2007年冬頃に不正アイテムの蔓延が目立って行われた。
不正アイテムを所持しているプレイヤーの中には堂々と不正を行うプレイヤーもいた。
この件に関して旧運営ゴンゾロッソオンラインは放置同然の対応を取っており、これに伴ってナイトオンラインの人口が急激に減少し始めた。

## 不具合
2018年3月1日の午前4時頃サーバーダウンが発生。
深夜ログインしていたキャラクターの接続が切られ、再度ログインしようとすると
「現在利用中のアカウントです。既存ユーザーの接続を切りますか？」の文字が出て接続を切るを選択しても、最初の画面に戻りログイン出来ない状態になっている。
また前兆なのか問題の少し前からこの症状でログイン出来ないプレイヤーも少し発生していた模様。
※サーバーダウン時ログインしていなかったり、新規であったりと現在も少なからず遊べているプレイヤーも存在します。
結果、ゲームを支えていた有力プレイヤーや課金者の大半は未だにログインすら出来ない状況にもかかわらず、バグ放置で運営には連絡がつかない。
2019年12月21日現在もバグは直っておらず、運営元「M GAME」に連絡不可のため警視庁サイバー課より確認を取ってもらったが運営には不通状態、韓国本国MGAMEも別法人。

## 海外事情
韓国
運営は開発元のMgameが行っている。
常に他の国より最新のパッチが導入されている。
日本では韓国アップデート情報を翻訳して調べるユーザーもいる。
アメリカ
通称「USKO」
様々な国のプレイヤーがプレイしており、他国のナイトオンラインの中では一番人数が多いと思われる。
サーバはチャンネル制を導入している。
マレーシア
アイテム課金方式を採用し、公式でゲーム内通貨（正確にはNPCに売却する事で多額のゲーム内通貨が得られるアイテム）を販売している。
中国
『騎士Ver.2.0』のタイトルで運営していたが、2007年3月20日でサービスを中止。
サービス中止の理由として、運営元の「捜狐 (SOHU)」は、「バグとオートプログラムなどの問題が解決できなかったため」としている。